# Michel de Montaigne
Michel Eyquem de Montaigne (castell de Montaigne, Perigord, 28 de febrer del 1533 - 13 de setembre del 1592) va ser un pensador i magistrat francès del Renaixement, molt influent a la cultura occidental pels seus escrits, recopilats com els Assaigs.
Montaigne va tenir una influència directa en escriptors occidentals com Francis Bacon, René Descartes, Blaise Pascal, Voltaire, Jean-Jacques Rousseau, David Hume, Edward Gibbon, Virginia Woolf, Albert O. Hirschman, William Hazlitt, Ralph Waldo Emerson, John Henry Newman, Karl Marx, Sigmund Freud, Alexander Pushkin, Charles Darwin, Friedrich Nietzsche, Stefan Zweig, Eric Hoffer, Isaac Asimov, i possiblement a les obres finals de William Shakespeare.

## Joventut
Michel de Montaigne va nàixer en una família de negociants de Bordeus, al carrer Rousselle. El seu besavi, Ramon Eyquem (1402-1478), va comprar el 1477 un castell del segle xiv, a Montaigne (Perigord) i va accedir també a la condició noble de «senyor de Montaigne», títol que va transmetre als seus descendents.
Pierre Eyquem, el pare de Michel, va ser el primer membre de la família a instal·lar-se a la casa del Perigord, que ja havia fet endreçar i fortificar. Es va casar amb Antoinette Louppes (adaptació del cognom López de Villanueva, filla d'un comerciant tolosà i d'origen judeoportuguès), amb qui va tenir vuit fills. Michel en va ser el primogènit. Gràcies a aquest matrimoni, a més, va millorar la seua situació econòmica. El mateix Montaigne tenia avantpassats aragonesos per part de mare, jueus conversos.
Montaigne va rebre una educació liberal i humanista de son pare, que havia participat en les guerres d'Itàlia i hi havia pres contacte amb les idees de l'humanisme. Segons explica el mateix Montaigne, el seu pare el va fer viure amb uns pagesos fins a l'edat de tres anys per tal que s'acostumés a un estil de vida ben senzill, de manera que la primera llengua que va aprendre va ser el gascó, és a dir, l'occità. A l'edat de tres anys, però, el seu pare el va fer tornar al castell, on els seus preceptors es van encarregar de donar-li tota la instrucció en llatí. I no sols l'educació: tot el personal del castell tenia instruccions d'adreçar-se al jove Montaigne en llatí, i no obeir-lo si els parlava en una altra llengua. Va començar a aprendre el francès amb posterioritat, quan va anar al Collège de Guyenne, a Bordeus, un dels centres de l'humanisme d'aquella ciutat, on també va aprendre grec, retòrica i teatre, i on ja va brillar de seguida tant per la seua desimboltura en les discussions o en els combats retòrics, com pel seu gust pel teatre.
No se sap amb certesa si va ser a Tolosa o a París on va continuar, segurament entre 1546 i 1554, els estudis de dret indispensables per a les seues activitats futures. El 1557, ja el trobem com a conseller a la Cour des aides del Perigord, que es reunirà des de llavors al Parlament de Bordeus. Hi exercirà tretze anys, la qual cosa li valdrà unes quantes missions al Parlament de França, i hi va conèixer Étienne de La Boétie, que va ser el gran amic de la seua vida.

## Maduresa

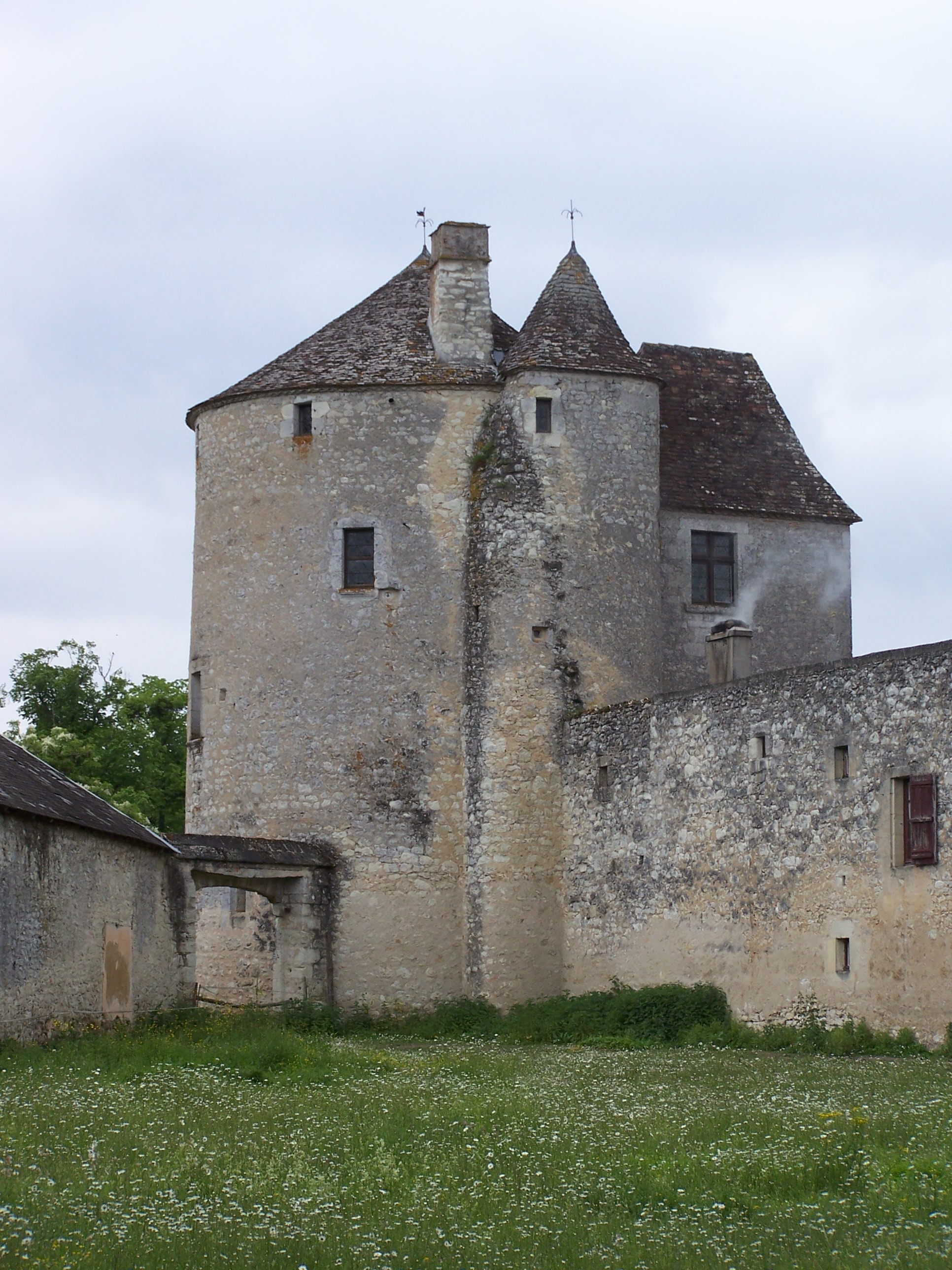
Torre del castell de Montaigne, darrer vestigi de l'edifici on visqué l'escriptor

Durant l'època de les guerres de religió, Montaigne, catòlic, es va comportar com un moderador, respectat pel catòlic Enric III i també pel protestant Enric IV de França.
A partir del 1578, va patir de litiasi renal. Poc amic de metges i de tractaments, en cercà l'alleujament mitjançant les estades en balnearis i pobles amb aigües termals, motiu que el mogué a emprendre viatges i a relatar-ne el seu dia a dia.
Des del 1580 fins al 1581, va viatjar per França, Alemanya, Àustria, Suïssa i Itàlia. I va escriure un diari detallat en el qual descriu diversos episodis, així com les diferències entre les regions que va visitar. Aquest Journal de Voyage (diari de viatge) no va ser publicat, però, fins al 1774.

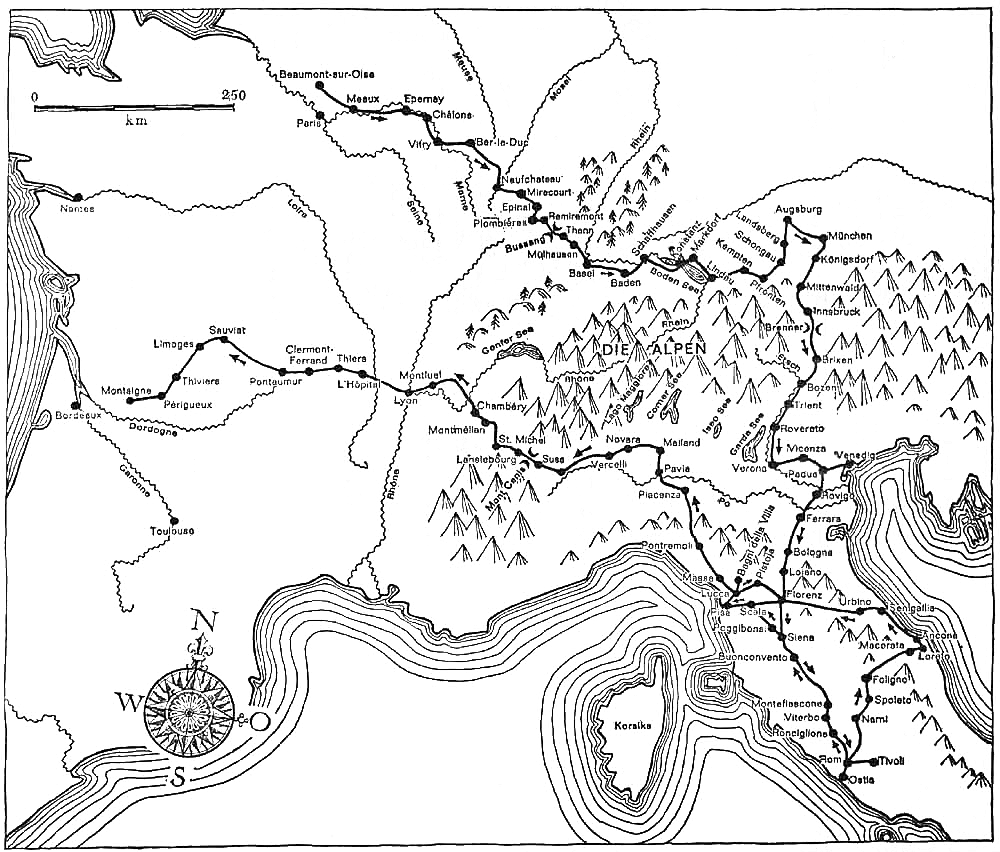
Viatge a Itàlia per Michel de Montaigne, 1580-1581

Mentre era a Roma, el 1581, es va assabentar que havia estat elegit alcalde de Bordeus. El seu pare Pierre Eyquem ja havia exercit aquest càrrec, que Michel de Montaigne va ocupar fins al 1585. Va mirar de moderar les relacions entre catòlics i protestants. Cap a la fi del seu mandat, la pesta va fer estralls a la ciutat.
Quan Enric IV, nou rei, i amb qui ell sempre havia mantingut llaços d'amistat, l'invita a anar a la seua cort com a conseller, rebutjant el paper que va tenir Plató aconsellant el tirà Dionís de Siracusa, declina la generosa invitació: «No he rebut mai cap bé de la liberalitat dels reis, ni demanat ni merescut, i no he rebut cap pagament dels passos que he fet al seu servei [...]. Soc, senyor, tan ric com desitge». Va continuar augmentant i revisant els Assajos fins que va morir, el 1592, al castell de Montaigne.

## Obra
Admirador de Virgili i de Ciceró, va ser un humanista que va prendre l'ésser humà i encara més ell mateix, com a objectiu d'estudi al seu principal treball, els Assajos, començats a partir del 1571, quan tenia 37 anys. Hi anuncia: «Vull ser vist de manera simple, natural i ordinària, sense contenció i sense artifici, ja que sóc jo això que pinte» (advertiment al lector). El projecte de Montaigne també era llevar les màscares, superar els artificis per desvelar el jo en la seua nuesa essencial.
Treball sense precedents per la seua sinceritat i la seua labor personal, els Assajos són l'obra d'un escèptic per a qui cal bandejar les doctrines massa rígides i les certeses cegues. La seua influència ha estat colossal, tant en la literatura francesa, com en l'occidental i la universal.
L'escriptura de Montaigne és alegre i lliure, va d'un pensament a un altre, a salts i a gambades. Les seues consideracions són sempre apuntalades amb citacions dels clàssics grecs i llatins. Ho explica dient que és inútil «tornar a dir pitjor allò que un altre abans que ell ha aconseguit de dir millor». Preocupat per evitar la pedanteria, evita també de recordar sovint l'autor o l'obra esmentada, coneguts, tanmateix, a l'època. Els anotadors futurs de la seua obra ja se n'encarregaran.

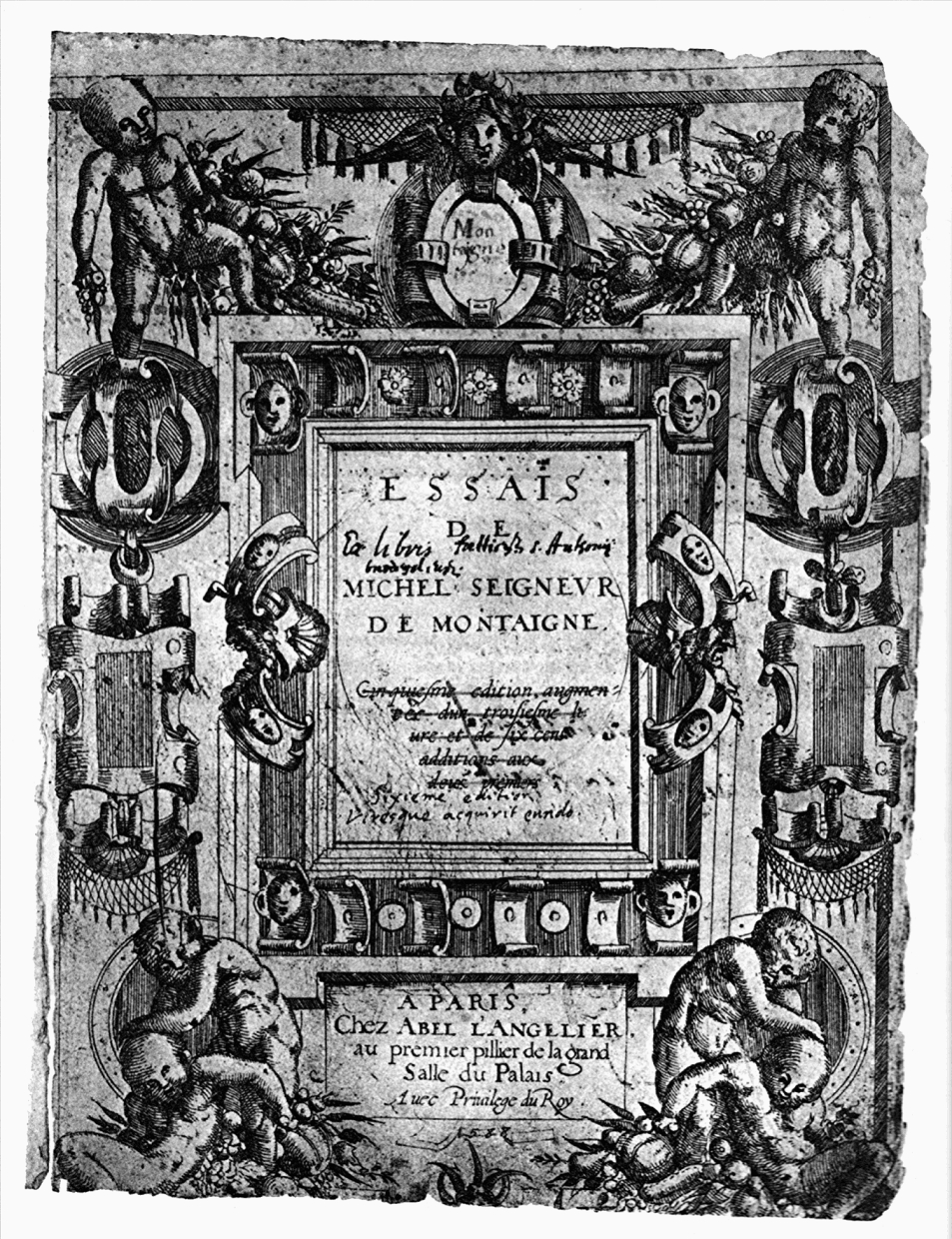
Portada d'una edició dels Assaigs

Declara que el seu fi és «descriure l'ésser humà i, particularment, ell mateix […] (ja que) trobem tanta diferència entre nosaltres i nosaltres mateixos com entre nosaltres i un altre». Creu que la variabilitat i la inconstància són dues de les seues característiques principals. «No he vist, diu, cap monstre o miracle més gran que jo mateix». Descriu la seua pobra memòria, la capacitat que té d'arreglar conflictes sense implicar-s'hi emocionalment, la repugnància pels que busquen la fama i els seus intents per deslligar-se de les coses del món per preparar-se per a la mort. La seua cèlebre divisa «Què sé?» («Que sais-je?») és el punt de partença de tot el seu astorament filosòfic.
Mostra la seua aversió per la violència i pels conflictes fratricides entre catòlics i protestants (també, però, entre güelfs i gibel·lins), que havien començat a matar-se els uns als altres amb l'aparició del Renaixement, decebent així l'esperança que els humanistes hi havien fonamentat. Per a Montaigne, cal evitar la reducció de la complexitat a una mera oposició entre dos, a l'obligació de triar un camp. Cal privilegiar la retirada escèptica com a resposta al fanatisme. El 1942, Stefan Zweig va dir d'ell: «Que malgrat la seua lucidesa infal·lible, malgrat la pietat que el trasbalsava fins al fons de la seua ànima, va haver d'assistir a aquella espantosa recaiguda de l'humanisme en la bestialitat, a un dels accessos esporàdics de bogeria que agafen a la humanitat de tant en tant […] Aquesta és la gran tragèdia de Montaigne». Els humanistes havien cregut trobar el jardí de l'Edèn al Nou Món. Montaigne deplora que la conquesta d'aquest aporte patiments a aquells a què tracten de reduir a l'esclavitud. «Vils victòries». Ell s'horroritzava més per la tortura que els seus semblants infligien a éssers vius que no pel canibalisme dels americans anomenats «salvatges», els quals, fins i tot, admirava pel privilegi que donaven als seus caps d'anar davant a les guerres.
Com moltes persones dels seus temps (Erasme, Tomàs More, Guillem Budé, Pierre Charron), Montaigne va ser un relativista cultural. Reconeixia que les lleis, les morals i les religions de les diverses cultures, tot i que sovint eren molt diferents i allunyades, tenen totes algun fonament. L'assaig en què explica això, «De no canviar fàcilment una llei rebuda» («De ne changer aisément une loi reçue»), constitueix un dels capítols més incisius dels Assajos.
Per damunt de tot, però, Montaigne és un gran partidari de l'Humanisme. Si bé creu en Déu, es nega a qualsevol especulació sobre la seua naturalesa i perquè el jo es mostre amb totes les seus contradiccions i variacions, pensa que cal despullar-lo de les creences i els prejudicis que l'entrebanquen.
Els seus escrits estan marcats per un pessimisme i un escepticisme estranys en el Renaixement. Esmentant el cas de Martin Guerre, pensa que la humanitat mai no pot assolir la certesa, i rebutja les proposicions absolutes i generals. On millor es véu aquest escepticisme és al llarg assaig Apologia de Ramon Sibiuda (Apologie de Raymond Sebond), capítol 12, llibre 2, que sovint ha estat publicat a part dels Assaigs. Per a ell, no podem creure els nostres raonaments, ja que els pensaments ens apareixen sense acte de la voluntat sense el nostre control. No tenim raó per sentir-nos superiors als animals. Els nostres ulls no perceben sinó mitjançant el nostre coneixement: 
«Si demaneu a la filosofia de què està fet el Sol, què us respondrà sinó que de ferro o, amb Anaxàgores, de pedra, o d'algun material del nostre ús? 
Si un dia a la natura hi plau d'obrir-nos el seu si i de fer-nos veure netament els mitjans i la conducta dels seus moviments i de preparar-hi els nostres ulls. Oh, Déu meu! Quins abusos i quins descontents no trobaríem en la nostra pobra ciència». Considera el matrimoni una necessitat per a permetre l'educació dels fills, però pensa que l'amor romàntic és un atemptat contra la llibertat de l'individu: «El matrimoni és una gàbia; els ocells de fora es desesperen per entrar-hi, els de dins per eixir-ne». Al capdavall, en educació, propugnava l'entrada en el saber pels exemples concrets i l'experiència, més que no pels coneixements abstractes acceptats sense cap crítica. Ell, però, es rebutja com a guia espiritual, com a maître à penser, no té cap filosofia a fer prevaler i es considera només un company d'aquell que enceta una recerca d'identitat. La llibertat de pensar no és posada com a model, ni com a patró, només ofereix a les persones la possibilitat de fer emergir-hi aquesta llibertat, el poder de pensar i d'assumir-se fins a la darrera de les llibertats: «Aquell qui ensenyi els humans a morir, els ensenyarà a viure».

## Edicions de l'obra de Montaigne traduïda al català
- Apologia de Ramon Sibiuda. Barcelona: Laia, 1982. Traducció de Jaume Casals. Edició de Pere Lluís Font.
- Assaigs. Llibre tercer. Barcelona: Edicions 62, 1984. Traducció d'Antoni-Lluch Ferrer. Presentació i notes d'André Tournon. Col. MOLU, 34
- ISBN 978-84-29721-67-6
- Assaigs breus. València: Albatros, 1992. Traducció de Vicent Alonso.
- De la força de la imaginació. Dels caníbals. De l'exercitació. Alzira: Germania, 1995. Traducció de Josep Garcia Richart.
- Apologia de Ramon Sibiuda. Barcelona: Edicions 62, 1998. Traducció de Jaume Casals. Edició de Pere Lluís Font.
- Assaigs: llibre primer. Barcelona: Proa, 2006. Traducció de Vicent Alonso. Edició 2011: col. Labutxaca. ISBN 978-84-9930-225-6
- Assaigs: llibre segon. Barcelona: Proa, 2007. Traducció de Vicent Alonso. Edició 2012: col. Labutxaca. ISBN 978-84-9930-412-0
- Pàgines escollides. Barcelona: Edicions de 1984, 2007. Traducció de Pau Dito Tubau.
- Assaigs: llibre tercer. Barcelona: Proa, 2008. Traducció de Vicent Alonso.ISBN 978-84-84371-45-8. Edició 2012: col. Labutxaca. ISBN 978-84-9930-505-9
- Diari de viatge. Barcelona: La Mansarda, 2012. Introducció, traducció i notes de Vicent Alonso.
- Els caníbals. Girona: Ela Geminada, 2015. Traducció, estudi introductori i notes de Ferran Sáez Mateu.

## Assajos i textos especialitzats en l'obra de Montaigne
- Miguel de Montaigne (1533-1592): Ricardo Sáenz Hayes. Buenos Aires: Espasa-Calpe Argentina, 1939.
- Montaigne: Peter Burke. Madrid: Alianza, 1985.
- Montaigne: Stefan Zweig. Edició de Knut Beck. Traducció de Joan Fontcuberta Barcelona: Quaderns Crema, 2008. ISBN 978-84-77274-50-6
- Montaigne como pretexto: Carlos Thiebaut. Revista de Occidente, 1992.
- La extrañeza de sí mismo: identidad y alteridad en Montaigne: Jesús Navarro Reyes, Sevilla: Fénix Editora, 2005.
- La filosofia de Montaigne: Jaume Casals i Pons, Barcelona: Edicions 62, 1986. ISBN 978-84-29723-90-8
- L'home de Montaigne. Una lectura dels assaigs: Joan Lluís Llinàs Begon, Barcelona: Proa, 2009. ISBN 978-84-8437-515-9